# Provincia ígnea del Atlántico Norte

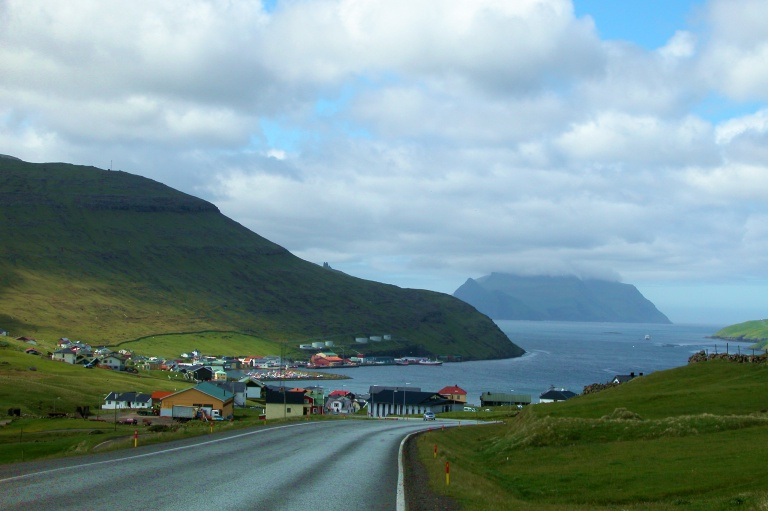
Vista de Sørvágur en las islas Feroe, las cuales pertenecen a la Provincia Ígnea del Atlántico Norte

La provincia ígnea del Atlántico Norte o provincia ígnea Brito-Ártica es una gran provincia ígnea que se estima cubre un área de por le menos 1.3×106 km² y cuyos productos tiene un volumen de 6.6×106 km³. Geográficamente la Provincia Ígnea del Atlántico Norte compone la totalidad del norte del océano Atlántico incluyendo basaltos paleocenos y eocenos de Groenlandia, Islandia, Reino Unido, Dinamarca, Noruega y muchas islas en el noreste del Atlántico.